# 애너벨 가토
애너벨 가토(Anavel Gato)는 OVA 《기동전사 건담 0083 STARDUST MEMORY》의 등장인물. 지온의 잔광에서는 데라즈 플리트의 일원으로 등장한다. 일년전쟁시에 솔로몬의 악몽이라는 별명으로 연방군 병사들에게 두려움의 대상이었으며, 전후 연방군 현대전사 교본에도 기재된 에이스 파일럿이다. 일년전쟁시 계급은 대위로 데라즈 플리트에 참가하면서 소령으로 승진했다. (성우: 오오츠카 아키오)
또한 시리즈 시작 당초, 가토가 한 포니 테일 머리 모양의 "비밀"에 관해 프로듀서 마스오 우에다는 "지금은 말할 수 없습니다. 나중에 들려드리도록 하겠습니다."라는 발언을 했다. 그렇지만 결국 이야기 중 그 머리 모양 유래에 관해 명시적으로 이야기 해주는 에피소드는 최후까지 없었다. 이 때문에 팬 사이에서는 가토라는 인물이 "사무라이"가 아닌가하는 등 관련 설이 유력해져 있다. 극중 "살아서 겪는 수치", "영령", "지온의 정신" 등 감미로운 대사가 가토의 인물성을 강렬하게 부각시켜서 많은 팬들의 마음을 사로잡았다.

## 일년전쟁 시대
자비가 친위대에 속한 적이 있으며, 빠른 시기부터 퍼스널 칼라인 파란색과 녹색으로 도장된 MS-06을 탑승했다고 한다. 세부 형식번호는 불명이며 대전 당시 MS 격추수는 100여기에 이른다. 하지만 이는 연방군이 가토의 동료기가 격추한 걸 오인했기 때문이라는 나온 수치라며 실제로는 80기에 지나지 않는다는 설도 존재한다.     
일년전쟁 말기에는 도즐 자비 중장 휘하 우주공격군 도로스급 항모 2번함 도로와 소속 제302 초계중대 중대장으로서 솔로몬을 중심으로 한 주역에서 활약했다. 
솔로몬 퇴각전에서는 아 바오아 쿠로 철수하는 함대의 후위를 맡아 연방군 추격 함대에 막대한 손실을 입혔다(이 당시 활약으로 인해 "솔로몬의 악몽"이라는 별명이 붙여졌으며, 이 전투에서 8척의 전함을 격침시켰다고 전해진다). 또한 이 시기 탑승기는 릭 돔(빔 바주카 장비) 혹은 겔구그 둘 중 하나라고 전해지지만, 겔구그에 탑승했다는 설이 유력하다.(또한 릭 돔은 솔로몬 공방전 시에 사용. 퇴각전 당시에는 겔구그로 갈아탔다고 전해진다.) 이하는 일년전쟁전사 하권(一年戰爭全史 下卷)에 서술된 관련 내용이다.
솔로몬 요새에서의 격전이 최종 단계를 맞이하고 있던 20시 40분, 도즐 자비 중장은 요새의 방기를 결심. 심복 라콕크 대령에게 잔존 함대에 대한 탈출을 명령했다. 그리고 자신은 MA-08 빅 잠으로 출격, 자신의 목숨과 맞바꿔 탈출 부대의 지원을 행했다. 중장의 죽음은 헛되지 않았다. 우주요새 솔로몬에 잔존해 있던 주둔 함대 다수가 탈출했던 것이다. 그리고 이 탈출행에서 여러 에이스 파일럿이 활약했다. 
이중 가장 유명한 사람이 연방군 장병들에게 "솔로몬의 악몽"으로써 공포를 안겨준 애너벨 가토 대위이다. 가토 대위는 도즐 자비 중장 휘하 우주공격군 파일럿이었다. 그 평판과 달리 의외로 그는 독립 전쟁 당시 지온 공국군의 에이스 파일럿이긴 했으나, 톱 파일럿은 아니었다. 그가 명성을 떨치게 된 시기는 "솔로몬의 악몽"이라는 이름에서 알 수 있듯이 우주요새 솔로몬에서 벌어진 함대 탈출전이었다.

솔로몬 공략전 당시 가토 대위는 도로스급 항모 제2번함 도로와 소속 초계 제302 중대 중대장이었다고 한다. 이 도로스급 항모는 100기가 넘는 MS를 운용 가능했으며, 그 자체가 이동 기지로써의 기능을 보유하고 있었다. 그리고 우주요새 솔로몬 전투에서는 전진방위거점으로써 지구 연방군에게 통격을 가했다. 
단, 2번함 도로와는 의장 공사가 끝나지 않아 그 성능을 충분히 발휘하지 못하는 상황이었다고 한다. 그럼에도 불구하고 도로와는 전력으로써의 커다란 존재였다. 가토 대위는 도로와를 중심으로 하는 탈출 부대를 지원할 목적으로 전군(殿軍)으로서 지구 연방군 함대의 전진을 저지했다.

이 당시 그의 애기(愛機)가 무엇이었는지는 불명이지만, MS-09R 릭 돔이었다고 설과 MS-14A 겔구그였다는 설이 존재한다. 어쨌거나 가토 대위의 활약은 지구 연방군 추격 함대의 발을 묶는 데 성공했다. 일설에는 이 전군으로서의 전투에서 전함 8척 혹은 군함 8척을 격침했다고 전해진다. "루움 전역"에서 이와 같은 전과를 올린 파일럿은 존재하지 않으며, 더욱이 당시 지구 연방군에는 MS라는 병기가 존재하지 않았다. 대조적으로 솔로몬 공략전에서는 양 진영이 MS를 활용했다. 이런 조건 차이를 고려하면, 가토 대위가 올린 전과의 의미를 알 수 있을 것이다. 전후, 그의 활약은 지구 연방군 사관학교 교과서에도 연구과제로서 이용되고 있으며, 이 전과에서 보자면 당연한 일이라 할 수 있겠다.

아 바오아 쿠 방위전에서도 퍼스널 칼라인 파란색과 녹색으로 도장된 겔구그로 참전했지만 전투 중 오른팔을 유탄에 피탄, 수리를 위해 우연히 가까운 위치에 있던 에기유 델라즈(Aiguille Delaz)의 탑승함 그와진급 전함 그와덴에 착함하지만 이미 델라즈가 전투 주역에서의 철수를 결정한 상태였기 때문에 수리를 받지 못하게 되었고, 그에 따라 다른 모빌 슈트로 바꿔타고 재출격을 감행하려고 했지만 델라즈에게 설득당해 그와 함께 아 바오아 쿠 전선에서 이탈하게 되었다.(당시 애너벨 가토가 탑승하려고 했던 MS는 MS-09F 돔 퓐프로 에기유 델라즈 대령의 전용기였다. 공국군은 지휘관이 항상 앞장을 선다는 의미로 의장기이긴 했지만 MS를 지급했다.)  
그 후, 잠시 동안은 달에서 잠복 생활을 했다. 당시, 달의 기업 연합체는 지온 공국에게 호의적이었으며, 그들이 숨겨준 공국군 잔당은 쾌적한 잠복 생활을 보냈다. 이 당시 니나 퍼플턴과 연인 관계가 되었으며, 함께 폰 브라운시에 체재하고 있던 전우 켈리 레이즈너(Kelley Layzner)와도 교류가 있었던 모양이다.

## 델라즈 플리트 시대
우주세기 0081년 9월 17일 델라즈 플리트에 복귀. 0083년 10월 13일 지구연방군 트링턴 기지(Trington Base)에서 Mk-82 핵탄두가 탑재된 건담 시작 2호기를 강탈, 스스로 건담 시작 2호기를 몰아 콘페이토우 주역에서 이루어지고 있던 연방군 관함식을 습격했다. 밀집 대형을 취하고 있던 함대 중심(기함 버밍엄)에 핵탄두를 발사해 결집해 있던 연방군 함대 2/3(실질적으로 연방군 함대 절반 정도)를 항행 불능에 빠뜨렸다. 당시, "기다리고 기다리던 때가 왔다. 수많은 영령들의 죽음이 헛되지 않았다는 것을 증명하기 위해. 다시 지온의 이상을 내걸기 위해서. 별 부스러기의 성취를 위해서. 솔로몬이여, 내가 돌아왔다!"라는 대사는 건담 역사에 남는 명대사로 유명하다.     
그 직후, 추격해온 코우 우라키와의 일대일 대결에 돌입했다. 빔 라이플이 기체에 장비되어 있지 않았던 데다가 실드를 파지한 왼쪽 팔이 고장난 탓에 예상 외로 고전을 했고, 결국 동귀어진(同歸於盡)해 건담 시작 2호기는 대파되고 만다. 그 후, 일년전쟁 시대부터 부하였던 카리우스에게 구조된다. 탑승기를 액시즈 선견 함대가 제공한 노이에 칠로 바꾸고, 델라즈 플리트의 최종 목적인 지구를 목표로 한 콜로니 낙하를 위해 추격해온 연방군 선봉 함대를 격멸했다. 그리고 지구궤도상에서의 전투에서는 연방군이 비장의 수장으로 전개한 솔라 시스템Ⅱ의 제어함을 간발의 차로 격파해 콜로니 파괴를 저지했다. 
콜로니 내부의 제어실로 진입한 가토는 콜로니 최종 궤도 조정을 자신의 손으로 직접하던 중 니나 퍼블턴과 재회했으며, 추진제 점화 레버를 조작하다 코우에게 빈틈을 보이고 옆구리에 부상을 입고 만다. 니나의 도움으로 목숨을 건졌지만 그녀를 말려들지 않게 하기 위해서 기절시키고 카리우스에게 맡긴다. 그 후, 연방군 함대의 포위망에서 벗어날 기회를 무시하고 코우와 최후의 일전에 돌입했다.  
전투는 가토에게 압도적으로 유리하게 진행되었지만 코우에게 당한 옆구리의 상처와 그 출혈로 인해 전투는 길어졌고, 마침내 코우에게 마지막 일격을 날릴 수 있게 된 때, 솔라 시스템Ⅱ의 제2사에 노출되고 만다. 이 일격에 기체가 중파되었다. 잔존한 아군 부대와 함께 액시즈 선견함대에게 도달하기 위해 연방군의 포위망을 돌파하려고 했지만 압도적 다수에 의한 공격에다 엎친데 덮친격으로 기체 및 심신까지 소모가 격심해 각소에 피탄, 아군기가 서서히 탈락해 가던 중 살라미스급 우주순양함과 격돌해 산화했다.  
미숙한 적병에 대해서는 모멸과도 비슷한 감정을 보인 그였지만 부하들에게는 좋은 상관이었으며, 군인으로서도 인간으로서도 존경 받고 있었다. 그러나 작전 수행 면에서는 은밀 작전 중에 신호탄을 발사하게 하는 등 작전 자체를 무의미하게 만드는 행동을 하고, 탈취한 핵 병기로 연방 함대에 대한 테러(별 부스러기 작전은 비정규 무장집단에 의한 테러리즘이다) 및 최종적인 북미 대륙으로의 콜로니 낙하를 실행해 콜로니 낙하로 인한 직접적인 피해 및 그 후의 기후 변동을 유발시키는 등, 문제의 소지가 다분히 있는 행동을 한 것 또한 사실이다. 한편, 신념을 바탕으로 매진하는 모습이 많은 팬의 마음을 감동시키기도 했다. 건담 인물 중에서도 특히 지온에 대한 애국적인 태도가 강한 인물로서 최후까지 지온에 충성을 바쳤다. 
※현행 전시 국제법에서는 조직된 무장집단은 국가 소속이 아니더라도 군대로서 교전자격을 가지기 때문에 그의 연방군 함대에 대한 공격은 테러가 아닐 가능성이 높다. 단 우주세기에서는 전시 국제법 규정이 어떻게 되어 있는지 알 수 없기 때문에 그의 행위가 테러인지 아닌지는 불명이다. (제네바 조약 게릴라 참조)   
여담으로, 그의 이름인 애너벨은 본래 여성 이름이다. 그 때문인지 과거 연인이었던 니나마저도 애너벨 대신 가토라고 부르고 있다.

## 파일럿으로서의 기량
가토는 게임 "SD건담 G 제너레이션" 및 슈퍼로봇대전 등에서 뉴타입이 아닌 인간(올드 타입)이면서도 높은 능력을 가진 점 때문에 뉴타입을 제외한 파일럿 중에서는 최강이 아닐까?", "올드 타입 중에서는 매우 높은 전투력을 자랑한다."등의 의견이 자주 나온다. 
그러나 그런 의견을 부정하는 팬도 존재한다. 그 팬들의 의견은 "아 바오아 쿠 공방전 당시 최신예기였던 겔구그에 탑승한 상태였으면서도 피탄당했다.", "최초의 전투 이외에는 코우와 거의 동등한 레벨" 등이 존재한다. 그러나 거기에 반론하는 팬들은 "10화에서 무승부로 끝난 건 건담 시작 1호기 풀 버니언은 우주에서의 기동성이 우수하고 범용성이 높은 기체였지만 가토가 탑승한 건담 시작 2호기는 본래 핵 공격을 전제로 만들어졌으며, 왼팔이 고장나 있었기 때문에 무승부로 끝이 났다.", "최종 결전에서는 가토는 부상을 입고 본래 기량을 발휘하지 못했다."등의 의견을 내놓는다.  
하지만 한 번의 전투로 8척의 전함을 격침한 점과(8척이라는 수는 아무로 레이의 일년전쟁 함선 격침수보다 1척 적다) 노이에 칠의 전방위 공격에는 상당한 기량이 요구되는 점을 바탕으로 에이스 파일럿으로서 상당한 기량을 가지고 있었을 걸로 생각된다.  

## 주요 탑승기
- MS-14A 겔구그 (※MS-14H, MS-14S 등 설이 분분하다. 근래 MS-14S가 유력해졌다.)
- RX-78GP02A 건담 시작 2호기 (사이살리스)
- AMX-X2(AMA-002) 노이에 질

## 설정에 관해
1992년 2월에 발매된 "EB바이블 델라즈 분쟁편 (상)권" 애너벨 가토 인물 소개에 "자비가 친위대원을 지낸 적도 있는 에이스 파일럿"이라는 문구가 존재한다. 그리고 MS-14H는 머리 부분에 달린 안테나의 형상이 MS-14A나 MS-14S와는 조금 다르다. 가토의 전함 8척 격침설은 이 기체를 바탕으로 하고 있다. 관련 만화도 존재하며 상세는 겔구그 항목을 참조하기 바란다. 현재 MS-14S가 대세가 되어 가고 있지만 "마스터 그레이드 애너벨 가토 전용 겔구그 설명서"에도 MS-14H에 관한 언급이 있는 등 정설은 없다고 할 수 있다.     